# William McMillan
Pour les articles homonymes, voir McMillan.
Ne doit pas être confondu avec William J.P. MacMillan.
William Willard McMillan  est un tireur américain, né le 29 janvier 1929 et mort le 6 juin 2000.

## Biographie
Il a obtenu la Médaille d'Or au tir rapide au pistolet de 25 mètres durant les Jeux olympiques d'été de 1960 à Rome. Deux ans plus tôt, il devient le champion du Monde du tir rapide au pistolet de 25 mètres.